# 1978 في الأرجنتين
فيما يلي قوائم الأحداث التي وقعت خلال عام 1978 في الأرجنتين.

## رياضة
- 15 يناير – جائزة الأرجنتين الكبرى 1978 الفائز ماريو أندريتي.

## مواليد

### يناير
- 28 يناير – رومان غونزاليس لاعب كرة سلة أرجنتيني.

### فبراير
- 4 فبراير – هيرنان جاسن لاعب كرة سلة أرجنتيني.
- 13 فبراير – داريو فيغيروا لاعب كرة قدم أرجنتيني.
- 14 فبراير – نيكولاس جيانيلا لاعب كرة سلة أرجنتيني.
- 16 فبراير – دييغو بوسو لاعب كرة قدم أرجنتيني.
- 20 فبراير – إيزيكيل غييرمو خيسوس أمايا لاعب كرة قدم أرجنتيني.
- 28 فبراير – ماريانو زاباليتا لاعب كرة مضرب أرجنتيني.

### مارس
- 20 مارس – أليخاندرا أوليفيراس ملاكمة أرجنتينية.
- 23 مارس – والتر صامويل لاعب كرة قدم أرجنتيني.

### أبريل
- 19 أبريل – غابرييل هاينزه لاعب كرة قدم أرجنتيني.

### مايو
- 9 مايو – لياندرو كوفري لاعب كرة قدم أرجنتيني.
- 15 ديسمبر – نيكولاس غارسيا مايور
- 16 مايو – ليوناردو غوتيريز لاعب كرة سلة أرجنتيني.
- 16 مايو – ليونيل سكالوني لاعب كرة قدم أرجنتيني.

### يونيو
- 19 يونيو – ميا مايسترو
- 24 يونيو – خوان رومان ريكيلمي لاعب كرة قدم أرجنتيني.
- 30 يونيو – أدريان ريتشيوتي لاعب كرة قدم أرجنتيني.

### يوليو
- 19 يوليو – دولوريس فونزي ممثلة أرجنتينية.
- 21 يوليو – روبن إدواردو أكوستا ملاكم أرجنتيني.

### أغسطس
- 29 أغسطس – والتر ماتيس ملاكم أرجنتيني.

### سبتمبر
- 12 سبتمبر – سيباستيان بورتو
- 19 سبتمبر – ماريانو بويرتا لاعب كرة مضرب أرجنتيني.

### أكتوبر
- 6 أكتوبر – باميلا دافيد

### ديسمبر
- 2 ديسمبر – ماكسيميليانو ستانيك لاعب كرة سلة أرجنتيني.
- 9 ديسمبر – غاستون غاوديو لاعب كرة مضرب أرجنتيني.
- 15 ديسمبر – نيكولاس غارسيا مايور
- 19 ديسمبر – فيكتور لوبيز لاعب كرة قدم أرجنتيني.
- 30 ديسمبر – روبرتو بولونتي

## وفيات

### يناير
- 1 يناير – هيكتور جيرمان أويستيرهيلد (مواليد 1919)

### مايو
- 8 مايو – خوان إيفاريستو (مواليد 1902) لاعب كرة قدم أرجنتيني.

### أغسطس
- 26 أغسطس – خوسيه مانويل مورينو (مواليد 1916) مدرب، ولاعب كرة قدم أرجنتيني.
- 31 أغسطس – أنجيل بوسيو (مواليد 1905) لاعب كرة قدم أرجنتيني.